# Шабаліно (Тавдинський міський округ)
Шаба́ліно (рос. Шабалино) — присілок у складі Тавдинського міського округу Свердловської області.
Населення — 37 осіб (2010, 87 у 2002).
Національний склад населення станом на 2002 рік: росіяни — 98 %.